# Éric Michaud (conteur)
Pour les articles homonymes, voir Éric Michaud et Michaud.
Éric Michaud est un conteur, historien, animateur et conférencier québécois.

## Biographie
Originaire de Verdun et conteur depuis 1995, Éric Michaud performe autant pour les enfants que pour les adultes.
Il découvre l'univers du conte alors qu'il travaille comme coordonnateur de l'action éducative au Musée Stewart, au Fort de l’île Sainte-Hélène,. Afin d'attirer des visiteurs et de rendre les visites plus dynamiques, il décide d'incarner un personnage de la Nouvelle-France qu'il nomme Ubert Sanspré. Son personnage lui permet de marier ses passions pour le conte et l'histoire ; dans la peau d'Ubert, il peut enseigner l'histoire populaire à travers les histoires humoristiques qu'il raconte devant public. Pour lui, le conte, en plus d'être un divertissement, permet de « dépayser les gens » et de leur en apprendre davantage sur des événements historiques réels. Il incarne également son personnage lors de visites historiques à la Maison Saint-Gabriel.
Éric Michaud se joint ensuite aux conteurs du Sergent Recruteur et prend en charge l'animation de soupers médiévaux à l’Auberge du Dragon Rouge de Montréal. Pour les Dimanches du Conte, il anime des concours de menteries.
Au cours de sa carrière, il donne de nombreuses conférences sur l'historique, notamment à l'Université de Montréal, à l'Université du Québec à Montréal, au Fort Chambly, à la Maison Saint-Gabriel et dans de nombreux musées. Il est d'ailleurs nommé chevalier de l'ordre de Saint-Véran, un ordre qui reconnaît le travail des personnes qui s'intéressent à l'histoire et qui préservent les savoirs historiques de l'Amérique du Nord. Il participe également à des soirées de contes, notamment à la Maison Saint-Gabriel pour la Semaine des quêteux.
Dans le cadre du 11e Festival interculturel du conte du Québec, il récite « Le roi et son conteur ». Son interprétation et celles de nombreux autres conteurs et conteuses, tels que Claudette L'Heureux, Nadine Walsh et Jocelyn Bérubé, sont enregistrées pour en faire un livre audio intitulé Nuits du conte à Montréal.
En 2009 et en 2022, il est sacré roi des menteurs au concours international de menteries organisé à Moncrabeau, en France. Organisé depuis 1748, le concours permet aux conteurs de raconter un récit d'une dizaine de minutes afin de « charmer et divertir son auditoire tout en semant le doute dans son esprit ». Il est le premier non-européen à être sacré « Roy des menteurs ».

## Œuvres

### Livre audio
- Nuits du conte à Montréal (livre audio), Valence, Éditions Oui'dire, coll. « Contes croisés », 2012 (ISBN 9782917333303)

## Prix et honneurs
- 2000 : lauréat du Prix Excellence de l’Association Québécoise d’interprétation du Patrimoine[3]
- 2002 : lauréat du Prix Excellence de l’Association Québécoise d’interprétation du Patrimoine[3]
- 2005 : lauréat du Prix La Métairie de la Maison Saint-Gabriel[3]
- 2007 : lauréat du concours « meilleur menteur » de Trois-Rivières[3]
- 2009 : lauréat du titre du « Roy des menteurs » au Concours international des menteurs de Moncrabeau[12]
- 2010 : lauréat de Grande Menterie des Fêtes Victoriennes[3]
- 2012 : lauréat du concours « meilleur menteur » de Trois-Rivières[3]
- 2011 : nommé chevalier de l'ordre de Saint-Véran[3]
- 2022 : lauréat du titre du « Roy des menteurs » au Concours international des menteurs de Moncrabeau[1]